# Dan Kildee
Daniel Timothy Kildee, detto Dan (Flint, 11 agosto 1958), è un politico statunitense, membro della Camera dei Rappresentanti per lo stato del Michigan dal 2013 al 2025.

## Biografia
Nato e cresciuto a Flint, Kildee entrò in politica con il Partito Democratico. Nel 1991 si candidò alla carica di sindaco della sua città, ma si classificò terzo non riuscendo ad accedere al ballottaggio. Nel 1996 venne eletto tesoriere della contea di Genesee e fu riconfermato nel 2000, nel 2004 e nel 2008. Successivamente lasciò l'incarico per fondare un'associazione no-profit.
Nel 2012 lo zio di Dan Kildee, Dale, che per i precedenti trentasei anni era stato deputato alla Camera dei Rappresentanti annunciò la sua intenzione di non chiedere la rielezione; il nipote decise allora di concorrere per il seggio dello zio e riuscì a vincere le elezioni, venendo così eletto deputato.